# Hannah Kearney
Hannah Kearney (Hanover, 26 febbraio 1986) è un'ex sciatrice freestyle statunitense, campionessa olimpica nelle gobbe femminili ai XXI Giochi olimpici invernali di Vancouver, vincitrice di varie medaglie iridate e di quattro Coppe del Mondo.
È sorella dell'hockeista su ghiaccio Denny Kearney.

## Biografia
In Coppa del Mondo esordì l'11 gennaio 2003 a Mont-Tremblant (26ª nelle gobbe), ottenne il primo podio il 6 dicembre 2003 a Ruka (3ª nelle gobbe) e la prima vittoria il 22 febbraio 2004 a Naeba nella medesima disciplina.
Annunciò il ritiro dalle competizioni al termine della stagione 2014-15.
In carriera partecipò a tre edizioni dei Giochi olimpici invernali, Torino 2006 (22ª nelle gobbe), Vancouver 2010 (1ª nelle gobbe), Soči 2014 (3ª nelle gobbe), e cinque dei Campionati mondiali, vincendo otto medaglie.

## Palmarès

### Olimpiadi
- 2 medaglie:
  - 1 oro (gobbe a Vancouver 2010);
  - 1 bronzo (gobbe a Soči 2014).

### Mondiali
- 8 medaglie:
  - 3 ori (gobbe a Ruka 2005; gobbe a Voss 2013; gobbe in parallelo a Kreischberg 2015);
  - 2 argenti (gobbe a Deer Valley 2011; gobbe a Kreischberg 2015);
  - 3 bronzi (gobbe in parallelo a Inawashiro 2009; gobbe in parallelo a Deer Valley 2011; gobbe in parallelo a Voss 2013).

### Coppa del Mondo
- Vincitrice della Coppa del Mondo nel 2011, nel 2012, nel 2014 e nel 2015.
- Vincitrice della Coppa del Mondo di gobbe nel 2009, nel 2011, nel 2012, nel 2013, nel 2014 e nel 2015.
- 71 podi:
  - 46 vittorie;
  - 10 secondi posti;
  - 15 terzi posti.

#### Coppa del Mondo - vittorie
| Data             | Luogo           | Paese       | Disciplina |
| ---------------- | --------------- | ----------- | ---------- |
| 22 febbraio 2004 | Naeba           | Giappone    | MO         |
| 7 marzo 2004     | Airolo          | Svizzera    | MO         |
| 14 dicembre 2005 | Tignes          | Francia     | MO         |
| 18 dicembre 2008 | Méribel         | Francia     | DM         |
| 29 gennaio 2009  | Deer Valley     | Stati Uniti | MO         |
| 14 febbraio 2009 | Åre             | Svezia      | DM         |
| 12 dicembre 2009 | Suomu           | Finlandia   | MO         |
| 21 gennaio 2010  | Lake Placid     | Stati Uniti | MO         |
| 12 marzo 2010    | Åre             | Svezia      | MO         |
| 13 marzo 2010    | Åre             | Svezia      | MO         |
| 11 dicembre 2010 | Ruka            | Finlandia   | MO         |
| 21 dicembre 2010 | Beidahu         | Cina        | MO         |
| 22 gennaio 2011  | Lake Placid     | Stati Uniti | MO         |
| 23 gennaio 2011  | Lake Placid     | Stati Uniti | MO         |
| 29 gennaio 2011  | Calgary         | Canada      | MO         |
| 26 febbraio 2011 | Mariánské Lázně | Rep. Ceca   | DM         |
| 11 marzo 2011    | Åre             | Svezia      | MO         |
| 12 marzo 2011    | Åre             | Svezia      | DM         |
| 20 marzo 2011    | Myrkdalen-Voss  | Norvegia    | DM         |
| 10 dicembre 2011 | Ruka            | Finlandia   | MO         |
| 20 dicembre 2011 | Méribel         | Francia     | DM         |
| 14 gennaio 2012  | Mont Gabriel    | Canada      | DM         |
| 19 gennaio 2012  | Lake Placid     | Stati Uniti | MO         |
| 28 gennaio 2012  | Calgary         | Canada      | MO         |
| 2 febbraio 2012  | Deer Valley     | Stati Uniti | MO         |
| 4 febbraio 2012  | Deer Valley     | Stati Uniti | DM         |
| 12 febbraio 2012 | Beidahu         | Cina        | MO         |
| 18 febbraio 2012 | Naeba           | Giappone    | MO         |
| 9 marzo 2012     | Åre             | Svezia      | MO         |
| 10 marzo 2012    | Åre             | Svezia      | DM         |
| 17 gennaio 2013  | Lake Placid     | Stati Uniti | MO         |
| 31 gennaio 2013  | Deer Valley     | Stati Uniti | MO         |
| 2 febbraio 2013  | Deer Valley     | Stati Uniti | DM         |
| 16 marzo 2013    | Åre             | Svezia      | DM         |
| 22 marzo 2013    | Sierra Nevada   | Spagna      | DM         |
| 14 dicembre 2013 | Ruka            | Finlandia   | MO         |
| 9 gennaio 2014   | Deer Valley     | Stati Uniti | MO         |
| 11 gennaio 2014  | Deer Valley     | Stati Uniti | MO         |
| 2 marzo 2014     | Inawashiro      | Giappone    | DM         |
| 16 marzo 2014    | Voss-Myrkdalen  | Norvegia    | DM         |
| 21 marzo 2014    | La Plagne       | Francia     | DM         |
| 3 gennaio 2015   | Calgary         | Canada      | MO         |
| 7 febbraio 2015  | Val Saint-Côme  | Canada      | MO         |
| 28 febbraio 2015 | Tazawako        | Giappone    | MO         |
| 15 marzo 2015    | Megève          | Francia     | DM         |

Legenda:

MO = gobbe

DM = gobbe in parallelo

### Campionati statunitensi
- 9 medaglie[3]:
  - 5 ori (gobbe, gobbe in parallelo nel 2006; gobbe nel 2010; gobbe nel 2011; gobbe nel 2015)
  - 3 argenti (gobbe nel 2009; gobbe nel 2012; gobbe nel 2013)
  - 1 bronzo (gobbe nel 2008)